# Hasso von Manteuffel
Hasso Eccard von Manteuffel, född 14 januari 1897 i Potsdam, död 24 september 1978 i Reith, var en tysk militär (general vid pansartrupperna 1944). Han tilldelades Riddarkorset av Järnkorset med eklöv, svärd och diamanter i februari 1945.
von Manteuffel var en skicklig taktiker och förde bland annat befälet över pansargrenadjärdivisionen Grossdeutschland 1943–1944, allmänt ansedd som ett elitförband i tyska armén. Han förde också befälet över 5. Panzerarmee under Ardenneroffensiven 1944.
Efter andra världskriget var von Manteuffel politiker i FDP och DP.